# Ладіслав Шкорпіл
Ладіслав Шкорпіл (чеськ. Ladislav Škorpil, нар. 6 червня 1945, Градець-Кралове) — чеський футболіст, що грав на позиції захисника. По завершенні ігрової кар'єри — тренер.
Виступав, зокрема, за клуб «Градець-Кралове».
Чемпіон Чехії (як тренер). Володар Кубка Чехії (як тренер).

## Ігрова кар'єра
У дорослому футболі дебютував 1955 року виступами за команду «Градець-Кралове», в якій провів дев'ять сезонів. 
Протягом 1964—1966 років захищав кольори клубу «Дукла Цамбер».
Завершив ігрову кар'єру у команді «Градець-Кралове», у складі якої вже виступав раніше. Повернувся до неї 1966 року, захищав її кольори до припинення виступів на професійному рівні у 1968 році.

## Кар'єра тренера
Розпочав тренерську кар'єру невдовзі по завершенні кар'єри гравця, 1969 року, увійшовши до тренерського штабу клубу «Градець-Кралове».
У 1995 році став головним тренером команди «Дукла» (Прага), тренував празьку команду два роки.
Згодом протягом 2004–2007 років очолював тренерський штаб молодіжної збірної Чехії, керував її діями на молодіжному Євро-2007.
Протягом тренерської кар'єри також очолював команди «Градець-Кралове» та «ДАК 1904».
Наразі останнім місцем тренерської роботи був клуб «Слован», головним тренером команди якого Ладіслав Шкорпіл був з 2007 по 2009 рік.

## Титули і досягнення

### Як гравця
- Чемпіон Чехословаччини (1):

«Градець-Кралове»: 1959-1960

### Як тренера
- Чемпіон Чехії (1):

«Слован»: 2001-2002
- Володар Кубка Чехії (1):

«Слован»: 1999-2000